# Wudū'

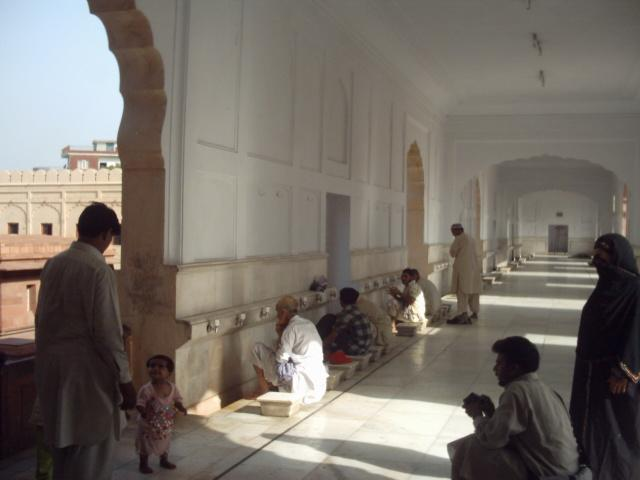
Rituelle Waschung an der Ostwand der Badshahi-Moschee in Lahore

Wudū'  (arabisch وضوء, DMG Wuḍūʾ; persisch آبدست āb-dast, zusammengesetzt aus āb ‚Wasser‘ und dast ‚Hand‘; türkisch abdest) ist die kleine rituelle Waschung im Islam zur Erzielung der rituellen Reinheit (tahāra).
Wie viele Bestandteile des islamischen Ritualrechts unterliegt auch der Wuḍūʾ vielfältigen Kontroversen bezüglich der zugehörigen obligatorischen (farḍ) und freiwilligen (sunna bzw. mandūb) Bestandteile einerseits und der Umstände, die es ungültig werden lassen andererseits (nawaqid). Dies folgt aus der unterschiedlichen Bewertung der Prophetenaussprüche und des Korantextes, deren Argumentationen auf Basis der Regeln der arabischen Sprache geschehen.

## Ablauf

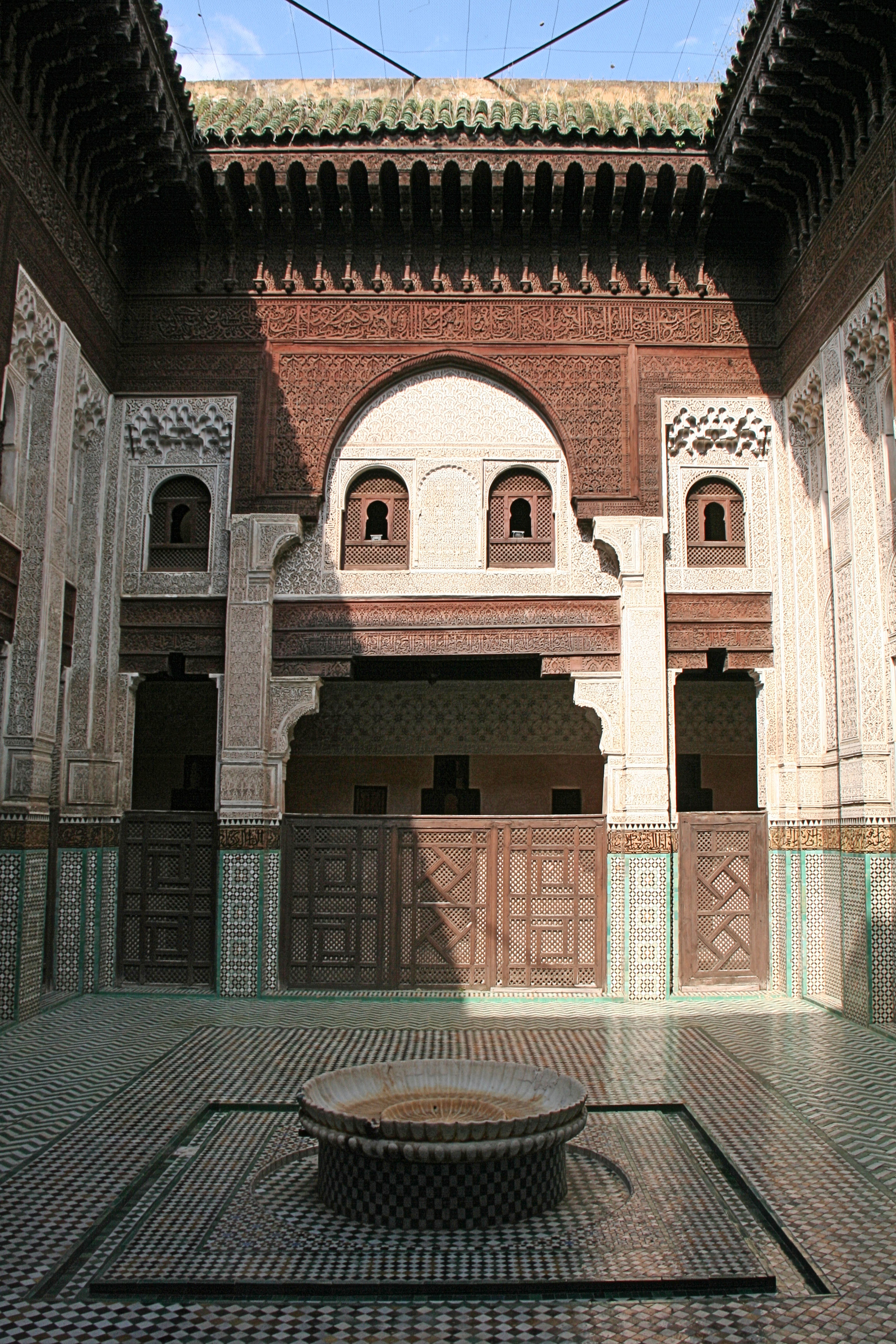
Brunnenbecken im Hof der Medersa Bou Inania in Meknès

Der eigene Zustand der rituellen Reinheit (arab. طهارة, ṭahāra), welcher durch den Wuḍūʾ erreicht wird, ist Voraussetzung für die Gültigkeit des Gebets.
Dies leitet sich aus den Hadithen Mohammeds ebenso ab wie aus dem Koran:

„Ihr Gläubigen! Wenn ihr euch zum Gebet aufstellt, dann wascht euch (vorher) das Gesicht und die Hände bis zu den Ellenbogen und streicht euch über den Kopf und (wascht euch) die Füße bis zu den Knöcheln!“

Auf diesen Vers gründet sich der Kern des ritualrechtlich festgelegten Ablaufes der Reinigung, der von allen vier islamischen Rechtsschulen anerkannt wird. Je nach Rechtsschule können weitere Pflicht-Bestandteile hinzutreten.
Man verbleibt nach gültigem Wuḍūʾ in diesem Zustand der rituellen Reinheit, bis dieser Zustand aufgehoben wird, beispielsweise durch Stuhlgang, Urinieren, Abgang von Darmgasen, Schlaf u. a. Das heißt, dass nicht notwendigerweise vor jedem nächsten Gebet eine erneute rituelle Reinigung in Form von Wuḍūʾ notwendig ist, solange man sich noch im Zustand der rituellen Reinheit befindet.
Der Schāfiʿit al-Ghazālī nennt sechs unabdingbare Bestandteile einer kleinen rituellen Waschung:
1. Die Bekundung der Absicht
2. das Waschen des Gesichtes
3. das Waschen von Fingerspitzen bis Ellenbogen
4. das Streichen über den Kopf
5. das Waschen der Füße und
6. das Einhalten dieser Reihenfolge.

Unter gewissen Umständen ist es statthaft, über Kopfbedeckungen wie Turbane und über Ledersocken mit feuchten Händen zu streichen (Masah / مسح / ‚Masaḥ‘).
Darüber hinaus nennt er 18 empfohlene Elemente, wie das Ausspülen des Mundes, das Überstreichen der Ohren usw. Das Benutzen eines Siwak wird in der Regel gesondert als empfehlenswert behandelt, soll doch Mohammed gesagt haben: „Ein Gebet mit Siwak ist besser als 70 Gebete ohne Siwak.“
Die Notwendigkeit des Wuḍūʾ vor dem Berühren des Koranexemplars (siehe 56:77 ff.) und dem Umkreisen der Kaaba während der Pilgerfahrt wird von den Rechtsgelehrten im Allgemeinen bejaht.
Über den obligatorischen Gesichtspunkt des Wuḍūʾ hinaus gibt es mannigfaltige Äußerungen über Umstände, für die er empfohlen sei.
Die vorherige Bekundung der Absicht hat Pflichtcharakter bei allen Rechtsschulen außer der hanafitischen. Dies wird zurückgeführt auf den Prophetenausspruch „Die Taten sind entsprechend den Absichten“.

## Ursachen der Unreinheit (Nadschāsa)

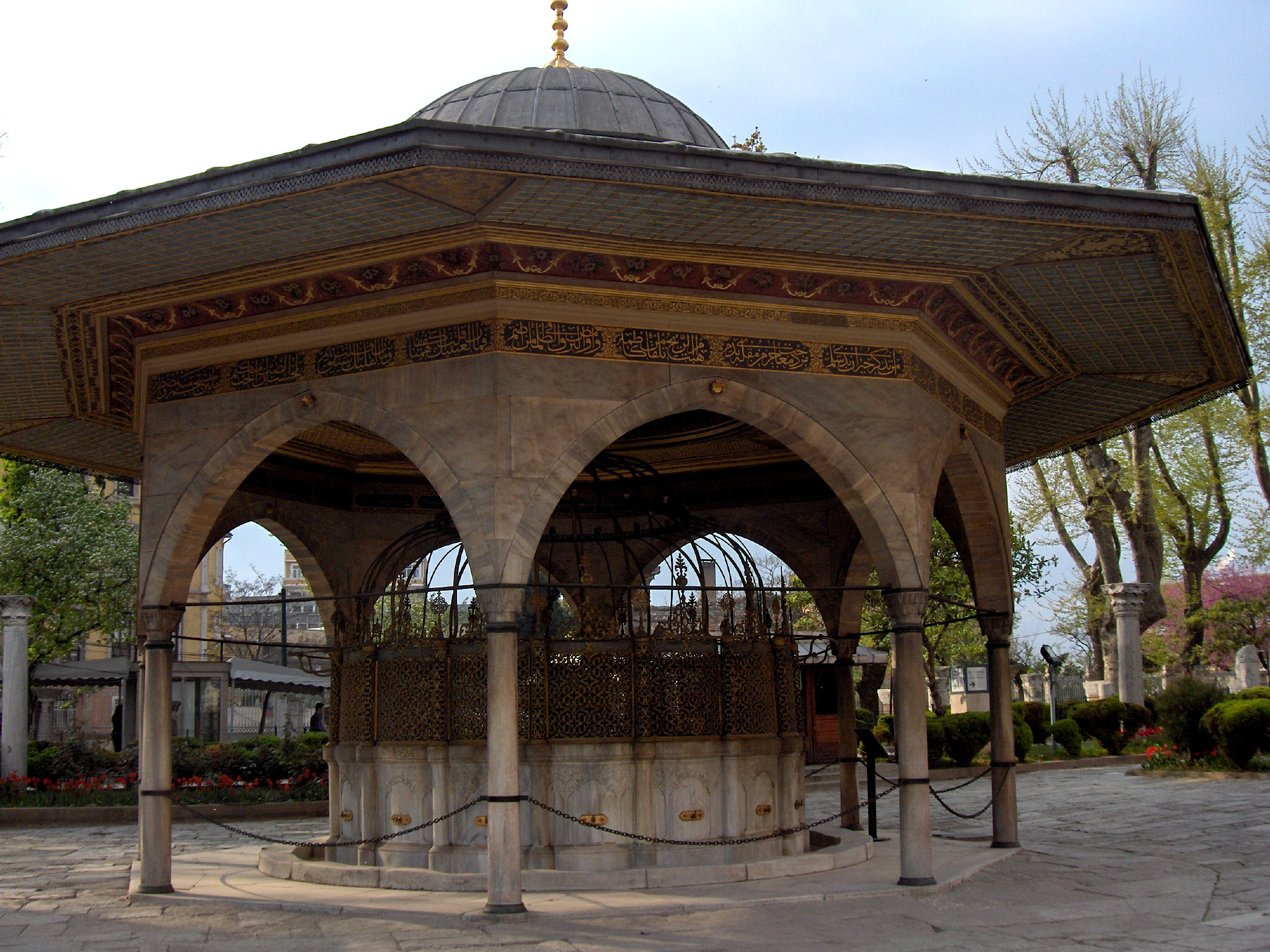
Das Şadırvan der Ayasofya stammt aus dem Jahr 1740 und ist einer der am aufwändigsten gestalteten Brunnen der Moscheen Istanbuls

Es gibt bestimmte Ereignisse, die den Wuḍūʾ aufheben. Hierzu gehören gewöhnlich:
- alles, was aus den beiden Ausscheidungsöffnungen (d. h. Harnröhre und Anus) austritt
- Schlaf
- Verlust des Verstandes

Die Schāfiʿiten lehnen das Ungültigwerden des Wuḍūʾ durch Blutung ab und fügen hinzu:
- Berühren einer Person des anderen Geschlechts
- Berühren der Genitalien oder des Afters einer Person

Die Hanbaliten fügen hinzu:
- Apostasie
- Essen von Kamelfleisch
- Bedingung beim Berühren einer Person des anderen Geschlechts: Dies geschehe mit einer begehrenden Absicht

Die Hanafiten lehnen das Ungültigwerden des Wuḍūʾ durch jegliche Berührungen ab, fügen aber das stimmhafte Lachen im Gebet zu den hadath hinzu.
Bei den Mālikiten lässt kurzer, leichter Schlaf den Wuḍūʾ nicht ungültig werden. Bei Berührungen einer Person anderen Geschlechts nehmen sie eine ähnliche Position ein wie die Hanbaliten: Ein lustvoller Gedanke bei der Berührung oder die dahingehende Absicht führen zur Ungültigkeit, ebenso das Berühren des Penis.

## Ort
Während viele Moscheen und Medersen mit angeschlossenem Gebetssaal der islamischen Welt über Brunnenbecken oder Brunnenschalen verfügen, hat sich in der Osmanischen Architektur die Tradition der aufwändig gestalteten Şadırvan-Brunnen entwickelt. In wasserarmen Gebieten (z. B. im Süden Marokkos) gab es auch die Möglichkeit einer rituellen Reinigung vor dem Gebet mit Hilfe eines glattpolierten Steines oder trockener Erde bzw. Sand (Tayammum).